# Lotar Hromi
Princ Lotar (fra. Lothaire; oko 848. – 14. prosinca 865.) bio je član kraljevske obitelji Zapadne Franačke u 9. stoljeću.
Bio je sin kralja Franaka, Karla II. Ćelavog i njegove kraljice, gospe Ermentrude te tako brat kralja Luja II. Mucavca i kraljice Judite te polubrat Rotilde. Bio je posinak kraljice Richilde od Provanse.
Lotar, koji je bio hrom, 861. postao je redovnik.
Tijekom posljednjih godina svojega života, Lotar je bio opat opatija Montier-en-Dera i Saint-Germain d'Auxerrea.